# Oscar voor beste originele muziek
De Academy Award voor beste originele muziek (Engels: Academy Award for Best Original Score) is een jaarlijkse filmprijs van de Academy of Motion Picture Arts and Sciences. De prijs wordt uitgereikt sinds de 7de Oscaruitreiking (1935) aan de componist die de filmmuziek componeerde aan de betreffende film.
Van 1939 tot en met 1985 werd de beste filmmuziek vaak in twee onderdelen ondergebracht. Na de winst van One Hundred Men and a Girl in 1938, een film waar geen componist wordt vermeld in de credits en bestaande klassieke muziek gebruik wordt, werd een categorie voor originele muziek toegevoegd. Later werd de categorie gesplitst in "muziek van een drama- of komediefilm" (Music Score of a Dramatic or Comedy Picture) en muziek van een musicalfilm (Scoring of a Musical Picture), en later verschillende namen met soortgelijke strekking. Ook van 1996 tot en met 1999 was er onderscheid tussen muziek voor een drama en voor een komedie of musical. In 1958, 1981 en 1982 en van 1986 tot en met 1995 werd alleen de prijs voor beste originele muziek uitgereikt, evenals tijdens alle edities sinds 2000.

## Winnaars en genomineerden
De winnaars staan bovenaan in vette letters op een gele achtergrond. De overige films en componisten die werden genomineerd staan eronder vermeld in alfabetische volgorde.

### 1934-1939
| Jaar                                     | Film | Componist(en) |
| ---------------------------------------- | --- | ------------- |
| 1934 (7e)                                | |               |
| One Night of Love                        | Columbia Studio Music Department, departementshoofd: Louis Silvers (Thematic Music by Victor Schertzinger en Gus Kahn)               |               |
| The Gay Divorcee                         | RKO Radio Studio Music Department, departementshoofd: Max Steiner (Componisten: Kenneth Webb en Samuel Hoffenstein)                  |               |
| The Lost Patrol                          | RKO Radio Studio Music Department, departementshoofd: Max Steiner (Componist: Max Steiner)                                           |               |
| 1935 (8e)                                | |               |
| The Informer                             | RKO Radio Studio Music Department, departementshoofd Max Steiner (Componist: Max Steiner)                                            |               |
| Captain Blood                            | Warner Bros.-First National Studio Music Department, departementshoofd: Leo Forbstein (Componist: Erich Wolfgang Korngold)           |               |
| Mutiny on the Bounty                     | Metro-Goldwyn-Mayer Studio Music Department, departementshoofd: Nat W. Finston (Componist: Herbert Stothart)                         |               |
| Peter Ibbetson                           | Paramount Studio Music Department, departementshoofd: Irvin Talbot (Componist: Ernst Toch)                                           |               |
| 1936 (9e)                                | |               |
| Anthony Adverse                          | Warner Bros. Studio Music Department, departementshoofd Leo Forbstein (Componist: Erich Wolfgang Korngold)                           |               |
| The Charge of the Light Brigade          | Warner Bros. Studio Music Department, departementshoofd: Leo Forbstein (Componist: Max Steiner)                                      |               |
| The Garden of Allah                      | Selznick International Pictures Music Department, departementshoofd: Max Steiner (Componist: Max Steiner)                            |               |
| The General Died at Dawn                 | Paramount Studio Music Department, departementshoofd: Boris Morros (Componist: Werner Janssen)                                       |               |
| Winterset                                | RKO Radio Studio Music Department, departementshoofd: Nathaniel Shilkret (Componist: Nathaniel Shilkret)                             |               |
| 1937 (10e)                               | |               |
| One Hundred Men and a Girl               | Universal Studio Music Department, departementshoofd: Charles Previn (Geen componist vermeld)                                        |               |
| The Hurricane                            | Samuel Goldwyn Studio Music Department, departementshoofd: Alfred Newman (Componist: Alfred Newman)                                  |               |
| In Old Chicago                           | 20th Century-Fox Studio Music Department, departementshoofd Louis Silvers (Geen componist vermeld)                                   |               |
| The Life of Emile Zola                   | Warner Bros. Studio Music Department, departementshoofd: Leo Forbstein (Componist: Max Steiner)                                      |               |
| Lost Horizon                             | Columbia Studio Music Department, departementshoofd: Morris Stoloff (Componist: Dimitri Tiomkin)                                     |               |
| Make a Wish                              | Principal Productions, muzikaal leider: Dr. Hugo Riesenfeld (Componist: Dr. Hugo Riesenfeld)                                         |               |
| Maytime                                  | Metro-Goldwyn-Mayer Studio Music Department, departementshoofd: Nat W. Finston (Componist: Herbert Stothart)                         |               |
| Portia on Trial                          | Republic Studio Music Department, departementshoofd: Alberto Colombo (Componist: Alberto Colombo)                                    |               |
| The Prisoner of Zenda                    | Selznick International Pictures Music Department, muzikaal leider: Alfred Newman (Componist: Alfred Newman)                          |               |
| Quality Street                           | RKO Radio Studio Music Department, muzikaal leider: Roy Webb (Componist: Roy Webb)                                                   |               |
| Snow White and the Seven Dwarfs          | Walt Disney Studio Music Department, departementshoofd: Leigh Harline (Componisten: Frank Churchill, Leigh Harline en Paul J. Smith) |               |
| Something to Sing About                  | Grand National Studio Music Department, muzikaal leider: C. Bakaleinikoff (Componist: Victor Schertzinger)                           |               |
| Souls at Sea                             | Paramount Studio Music Department, departementshoofd: Boris Morros (Componisten: W. Franke Harling en Milan Roder)                   |               |
| Way Out West                             | Hal Roach Studio Music Department, departementshoofd: Marvin Hatley (Componist: Marvin Hatley)                                       |               |
| 1938 (11e)                               | |               |
| Originele muziek                         | |               |
| The Adventures of Robin Hood             | Erich Wolfgang Korngold |               |
| Army Girl                                | Victor Young |               |
| Block-Heads                              | Marvin Hatley |               |
| Blockade                                 | Werner Janssen |               |
| Breaking the Ice                         | Victor Young |               |
| The Cowboy and the Lady                  | Alfred Newman |               |
| If I Were King                           | Richard Hageman |               |
| Marie Antoinette                         | Herbert Stothart |               |
| Pacific Liner                            | Russell Bennett |               |
| Suez                                     | Louis Silvers |               |
| The Young in Heart                       | Franz Waxman |               |
| Muziek                                   | |               |
| Alexander's Ragtime Band                 | Alfred Newman |               |
| Carefree                                 | Victor Baravalle |               |
| Girls' School                            | Morris Stoloff en Gregory Stone |               |
| The Goldwyn Follies                      | Alfred Newman |               |
| Jezebel                                  | Max Steiner |               |
| Mad About Music                          | Charles Previn en Frank Skinner |               |
| Storm over Bengal                        | Cy Feuer |               |
| Sweethearts                              | Herbert Stothart |               |
| There Goes My Heart                      | Marvin Hatley |               |
| Tropic Holiday                           | Boris Morros |               |
| The Young in Heart                       | Franz Waxman |               |
| 1939 (12e)                               | |               |
| Originele muziek                         | |               |
| The Wizard of Oz                         | Herbert Stothart |               |
| Dark Victory                             | Max Steiner |               |
| Eternally Yours                          | Werner Janssen |               |
| Golden Boy                               | Victor Young |               |
| Gone with the Wind                       | Max Steiner |               |
| Gulliver's Travels                       | Victor Young |               |
| The Man in the Iron Mask                 | Lud Gluskin en Lucien Moraweck |               |
| Man of Conquest                          | Victor Young |               |
| Nurse Edith Cavell                       | Anthony Collins |               |
| Of Mice and Men                          | Aaron Copland |               |
| The Rains Came                           | Alfred Newman |               |
| Wuthering Heights                        | Alfred Newman |               |
| Muziek                                   | |               |
| Stagecoach                               | Richard Hageman, Frank Harling, John Leipold en Leo Shuken                                                                           |               |
| Babes in Arms                            | George E. Stoll en Roger Edens |               |
| First Love                               | Charles Previn |               |
| The Great Victor Herbert                 | Phil Boutelje en Arthur Lange |               |
| The Hunchback of Notre Dame              | Alfred Newman |               |
| Intermezzo                               | Lou Forbes |               |
| Mr. Smith Goes to Washington             | Dimitri Tiomkin |               |
| Of Mice and Men                          | Aaron Copland |               |
| The Private Lives of Elizabeth and Essex | Erich Wolfgang Korngold |               |
| She Married a Cop                        | Cy Feuer |               |
| Swanee River                             | Louis Silvers |               |
| They Shall Have Music                    | Alfred Newman |               |
| Way Down South                           | Victor Young |               |

### 1940-1949
| Jaar                          | Film                                                   | Componist(en) |
| ----------------------------- | ------------------------------------------------------ | ------------- |
| 1940 (13e)                    |                                                        |               |
| Originele muziek              |                                                        |               |
| Pinocchio                     | Leigh Harline, Paul J. Smith en Ned Washington         |               |
| Arizona                       | Victor Young                                           |               |
| The Dark Command              | Victor Young                                           |               |
| The Fight for Life            | Louis Gruenberg                                        |               |
| The Great Dictator            | Meredith Willson                                       |               |
| The House of the Seven Gables | Frank Skinner                                          |               |
| The Howards of Virginia       | Richard Hageman                                        |               |
| The Letter                    | Max Steiner                                            |               |
| The Long Voyage Home          | Richard Hageman                                        |               |
| The Mark of Zorro             | Alfred Newman                                          |               |
| My Favorite Wife              | Roy Webb                                               |               |
| North West Mounted Police     | Victor Young                                           |               |
| One Million B.C.              | Werner Heymann                                         |               |
| Our Town                      | Aaron Copland                                          |               |
| Rebecca                       | Franz Waxman                                           |               |
| The Thief of Bagdad           | Miklós Rózsa                                           |               |
| Waterloo Bridge               | Herbert Stothart                                       |               |
| Muziek                        |                                                        |               |
| Tin Pan Alley                 | Alfred Newman                                          |               |
| Arise, My Love                | Victor Young                                           |               |
| Hit Parade of 1941            | Cy Feuer                                               |               |
| Irene                         | Anthony Collins                                        |               |
| Our Town                      | Aaron Copland                                          |               |
| The Sea Hawk                  | Erich Wolfgang Korngold                                |               |
| Second Chorus                 | Artie Shaw                                             |               |
| Spring Parade                 | Charles Previn                                         |               |
| Strike Up the Band            | Roger Edens en Georgie Stoll                           |               |
| 1941 (14e)                    |                                                        |               |
| Drama                         |                                                        |               |
| All That Money Can Buy        | Bernard Herrmann                                       |               |
| Back Street                   | Frank Skinner                                          |               |
| Ball of Fire                  | Alfred Newman                                          |               |
| Cheers for Miss Bishop        | Edward Ward                                            |               |
| Citizen Kane                  | Bernard Herrmann                                       |               |
| Dr. Jekyll and Mr. Hyde       | Franz Waxman                                           |               |
| Hold Back the Dawn            | Victor Young                                           |               |
| How Green Was My Valley       | Alfred Newman                                          |               |
| King of the Zombies           | Edward Kay                                             |               |
| Ladies in Retirement          | Morris Stoloff en Ernst Toch                           |               |
| The Little Foxes              | Meredith Willson                                       |               |
| Lydia                         | Miklós Rózsa                                           |               |
| Mercy Island                  | Cy Feuer en Walter Scharf                              |               |
| Sergeant York                 | Max Steiner                                            |               |
| So Ends Our Night             | Louis Gruenberg                                        |               |
| Sundown                       | Miklós Rózsa                                           |               |
| Suspicion                     | Franz Waxman                                           |               |
| Tanks a Million               | Edward Ward                                            |               |
| That Uncertain Feeling        | Werner Heymann                                         |               |
| This Woman Is Mine            | Richard Hageman                                        |               |
| Musical                       |                                                        |               |
| Dumbo                         | Frank Churchill en Oliver Wallace                      |               |
| All-American Co-Ed            | Edward Ward                                            |               |
| Birth of the Blues            | Robert Emmett Dolan                                    |               |
| Buck Privates                 | Charles Previn                                         |               |
| The Chocolate Soldier         | Herbert Stothart en Bronislau Kaper                    |               |
| Ice-Capades                   | Cy Feuer                                               |               |
| The Strawberry Blonde         | Heinz Roemheld                                         |               |
| Sun Valley Serenade           | Emil Newman                                            |               |
| Sunny                         | Anthony Collins                                        |               |
| You'll Never Get Rich         | Morris Stoloff                                         |               |
| 1942 (15e)                    |                                                        |               |
| Drama of komedie              |                                                        |               |
| Now, Voyager                  | Max Steiner                                            |               |
| Arabian Nights                | Frank Skinner                                          |               |
| Bambi                         | Frank Churchill en Edward Plumb                        |               |
| The Black Swan                | Alfred Newman                                          |               |
| The Corsican Brothers         | Dimitri Tiomkin                                        |               |
| Flying Tigers                 | Victor Young                                           |               |
| The Gold Rush                 | Max Terr                                               |               |
| I Married a Witch             | Roy Webb                                               |               |
| Joan of Paris                 | Roy Webb                                               |               |
| Jungle Book                   | Miklós Rózsa                                           |               |
| Klondike Fury                 | Edward Kay                                             |               |
| The Pride of the Yankees      | Leigh Harline                                          |               |
| Random Harvest                | Herbert Stothart                                       |               |
| The Shanghai Gesture          | Richard Hageman                                        |               |
| Silver Queen                  | Victor Young                                           |               |
| Take a Letter, Darling        | Victor Young                                           |               |
| The Talk of the Town          | Frederick Hollander en Morris Stoloff                  |               |
| To Be or Not to Be            | Werner Heymann                                         |               |
| Musical                       |                                                        |               |
| Yankee Doodle Dandy           | Ray Heindorf en Heinz Roemheld                         |               |
| Flying with Music             | Edward Ward                                            |               |
| For Me and My Gal             | Roger Edens en Georgie Stoll                           |               |
| Holiday Inn                   | Robert Emmett Dolan                                    |               |
| It Started with Eve           | Hans Salter en Charles Previn                          |               |
| Johnny Doughboy               | Walter Scharf                                          |               |
| My Gal Sal                    | Alfred Newman                                          |               |
| You Were Never Lovelier       | Leigh Harline                                          |               |
| 1943 (16e)                    |                                                        |               |
| Drama of komedie              |                                                        |               |
| The Song of Bernadette        | Alfred Newman                                          |               |
| The Amazing Mrs. Holliday     | Frank Skinner en Hans J. Salter                        |               |
| Casablanca                    | Max Steiner                                            |               |
| Commandos Strike at Dawn      | Morris Stoloff en Louis Gruenberg                      |               |
| The Fallen Sparrow            | Roy Webb en C. Bakaleinikoff                           |               |
| For Whom the Bell Tolls       | Victor Young                                           |               |
| Hangmen Also Die!             | Hanns Eisler                                           |               |
| Hi Diddle Diddle              | Phil Boutelje                                          |               |
| In Old Oklahoma               | Walter Scharf                                          |               |
| Johnny Come Lately            | Leigh Harline                                          |               |
| The Kansan                    | Gerard Carbonara                                       |               |
| Lady of Burlesque             | Arthur Lange                                           |               |
| Madame Curie                  | Herbert Stothart                                       |               |
| The Moon and Sixpence         | Dimitri Tiomkin                                        |               |
| The North Star                | Aaron Copland                                          |               |
| Victory through Air Power     | Edward H. Plumb, Paul J. Smith en Oliver G. Wallace    |               |
| Musical                       |                                                        |               |
| This Is the Army              | Ray Heindorf                                           |               |
| Coney Island                  | Alfred Newman                                          |               |
| Hit Parade of 1943            | Walter Scharf                                          |               |
| Phantom of the Opera          | Edward Ward                                            |               |
| Saludos Amigos                | Charles Wolcott, Edward H. Plumb en Paul J. Smith      |               |
| The Sky's the Limit           | Leigh Harline                                          |               |
| Something to Shout About      | Morris Stoloff                                         |               |
| Stage Door Canteen            | Frederic E. Rich                                       |               |
| Star Spangled Rhythm          | Robert Emmett Dolan                                    |               |
| Thousands Cheer               | Herbert Stothart                                       |               |
| 1944 (17e)                    |                                                        |               |
| Drama of komedie              |                                                        |               |
| Since You Went Away           | Max Steiner                                            |               |
| Address Unknown               | Morris Stoloff en Ernst Toch                           |               |
| The Adventures of Mark Twain  | Max Steiner                                            |               |
| The Bridge of San Luis Rey    | Dimitri Tiomkin                                        |               |
| Casanova Brown                | Arthur Lange                                           |               |
| Christmas Holiday             | H.J. Salter                                            |               |
| Double Indemnity              | Miklós Rózsa                                           |               |
| The Fighting Seabees          | Walter Scharf en Roy Webb                              |               |
| The Hairy Ape                 | Edward Paul en Michel Michelet                         |               |
| It Happened Tomorrow          | Robert Stolz                                           |               |
| Jack London                   | Frederic Efrem Rich                                    |               |
| Kismet                        | Herbert Stothart                                       |               |
| None But the Lonely Heart     | Hanns Eisler en C. Bakaleinikoff                       |               |
| The Princess and the Pirate   | David Rose                                             |               |
| Summer Storm                  | Karl Hajos                                             |               |
| Three Russian Girls           | Franke Harling                                         |               |
| Up in Mabel's Room            | Edward Paul                                            |               |
| Voice in the Wind             | Michel Michelet                                        |               |
| Wilson                        | Alfred Newman                                          |               |
| Woman of the Town             | Miklós Rózsa                                           |               |
| Musical                       |                                                        |               |
| Cover Girl                    | Morris Stoloff en Carmen Dragon                        |               |
| Brazil                        | Walter Scharf                                          |               |
| Higher and Higher             | C. Bakaleinikoff                                       |               |
| Hollywood Canteen             | Ray Heindorf                                           |               |
| Irish Eyes Are Smiling        | Alfred Newman                                          |               |
| Knickerbocker Holiday         | Werner R. Heymann en Kurt Weill                        |               |
| Lady in the Dark              | Robert Emmett Dolan                                    |               |
| Lady, Let's Dance             | Edward Kay                                             |               |
| Meet Me in St. Louis          | Georgie Stoll                                          |               |
| The Merry Monahans            | H.J. Salter                                            |               |
| Minstrel Man                  | Ferde Grofé en Leo Erdody                              |               |
| Sensations of 1945            | Mahlon Merrick                                         |               |
| Song of the Open Road         | Charles Previn                                         |               |
| Up in Arms                    | Ray Heindorf en Louis Forbes                           |               |
| 1945 (18e)                    |                                                        |               |
| Drama of komedie              |                                                        |               |
| Spellbound                    | Miklós Rózsa                                           |               |
| The Bells of St. Mary's       | Robert Emmett Dolan                                    |               |
| Brewster's Millions           | Lou Forbes                                             |               |
| Captain Kidd                  | Werner Janssen                                         |               |
| The Enchanted Cottage         | Roy Webb                                               |               |
| Flame of Barbary Coast        | Morton Scott en Dale Butts                             |               |
| G.I. Honeymoon                | Edward J. Kay                                          |               |
| G.I. Joe                      | Louis Applebaum en Ann Ronell                          |               |
| Guest in the House            | Werner Janssen                                         |               |
| Guest Wife                    | Daniele Amfitheatrof                                   |               |
| The Keys of the Kingdom       | Alfred Newman                                          |               |
| The Lost Weekend              | Miklós Rózsa                                           |               |
| Love Letters                  | Victor Young                                           |               |
| The Man Who Walked Alone      | Karl Hajos                                             |               |
| Objective, Burma!             | Franz Waxman                                           |               |
| Paris Underground             | Alexander Tansman                                      |               |
| A Song to Remember            | Miklós Rózsa en Morris Stoloff                         |               |
| The Southerner                | Werner Janssen                                         |               |
| This Love of Ours             | H.J. Salter                                            |               |
| The Valley of Decision        | Herbert Stothart                                       |               |
| The Woman in the Window       | Arthur Lange en Hugo Friedhofer                        |               |
| Musical                       |                                                        |               |
| Anchors Aweigh                | Georgie Stoll                                          |               |
| Belle of the Yukon            | Arthur Lange                                           |               |
| Can't Help Singing            | Jerome Kern en H.J. Salter                             |               |
| Hitchhike to Happiness        | Morton Scott                                           |               |
| Incendiary Blonde             | Robert Emmett Dolan                                    |               |
| Rhapsody in Blue              | Ray Heindorf en Max Steiner                            |               |
| State Fair                    | Alfred Newman en Charles Henderson                     |               |
| Sunbonnet Sue                 | Edward J. Kay                                          |               |
| The Three Caballeros          | Charles Wolcott, Edward Plumb en Paul J. Smith         |               |
| Tonight and Every Night       | Marlin Skiles en Morris Stoloff                        |               |
| Why Girls Leave Home          | Walter Greene                                          |               |
| Wonder Man                    | Ray Heindorf en Lou Forbes                             |               |
| 1946 (19e)                    |                                                        |               |
| Drama of komedie              |                                                        |               |
| The Best Years of Our Lives   | Hugo Friedhofer                                        |               |
| Anna and the King of Siam     | Bernard Herrmann                                       |               |
| Henry V                       | William Walton                                         |               |
| Humoresque                    | Franz Waxman                                           |               |
| The Killers                   | Miklós Rózsa                                           |               |
| Musical                       |                                                        |               |
| The Jolson Story              | Morris Stoloff                                         |               |
| Blue Skies                    | Robert Emmett Dolan                                    |               |
| Centennial Summer             | Alfred Newman                                          |               |
| The Harvey Girls              | Lennie Hayton                                          |               |
| Night and Day                 | Ray Heindorf en Max Steiner                            |               |
| 1947 (20e)                    |                                                        |               |
| Drama of komedie              |                                                        |               |
| A Double Life                 | Dr. Miklós Rózsa                                       |               |
| The Bishop's Wife             | Hugo Friedhofer                                        |               |
| Captain from Castile          | Alfred Newman                                          |               |
| Forever Amber                 | David Raksin                                           |               |
| Life with Father              | Max Steiner                                            |               |
| Musical                       |                                                        |               |
| Mother Wore Tights            | Alfred Newman                                          |               |
| Fiesta                        | Johnny Green                                           |               |
| My Wild Irish Rose            | Ray Heindorf en Max Steiner                            |               |
| Road to Rio                   | Robert Emmett Dolan                                    |               |
| Song of the South             | Daniele Amfitheatrof, Paul J. Smith en Charles Wolcott |               |
| 1948 (21e)                    |                                                        |               |
| Drama of komedie              |                                                        |               |
| The Red Shoes                 | Brian Easdale                                          |               |
| Hamlet                        | William Walton                                         |               |
| Joan of Arc                   | Hugo Friedhofer                                        |               |
| Johnny Belinda                | Max Steiner                                            |               |
| The Snake Pit                 | Alfred Newman                                          |               |
| Musical                       |                                                        |               |
| Easter Parade                 | Johnny Green en Roger Edens                            |               |
| The Emperor Waltz             | Victor Young                                           |               |
| The Pirate                    | Lennie Hayton                                          |               |
| Romance on the High Seas      | Ray Heindorf                                           |               |
| When My Baby Smiles at Me     | Alfred Newman                                          |               |
| 1949 (22e)                    |                                                        |               |
| Drama of komedie              |                                                        |               |
| The Heiress                   | Aaron Copland                                          |               |
| Beyond the Forest             | Max Steiner                                            |               |
| Champion                      | Dimitri Tiomkin                                        |               |
| Musical                       |                                                        |               |
| On the Town                   | Roger Edens en Lennie Hayton                           |               |
| Jolson Sings Again            | Morris Stoloff en George Duning                        |               |
| Look for the Silver Lining    | Ray Heindorf                                           |               |

### 1950-1959
| Jaar                                   | Film                                                   | Componist(en) |
| -------------------------------------- | ------------------------------------------------------ | ------------- |
| 1950 (23e)                             |                                                        |               |
| Drama of komedie                       |                                                        |               |
| Sunset Blvd.                           | Franz Waxman                                           |               |
| All About Eve                          | Alfred Newman                                          |               |
| The Flame and the Arrow                | Max Steiner                                            |               |
| No Sad Songs for Me                    | George Duning                                          |               |
| Samson and Delilah                     | Victor Young                                           |               |
| Musical                                |                                                        |               |
| Annie Get Your Gun                     | Adolph Deutsch en Roger Edens                          |               |
| Cinderella                             | Oliver Wallace en Paul J. Smith                        |               |
| I'll Get By                            | Lionel Newman                                          |               |
| Three Little Words                     | André Previn                                           |               |
| The West Point Story                   | Ray Heindorf                                           |               |
| 1951 (24e)                             |                                                        |               |
| Drama of komedie                       |                                                        |               |
| A Place in the Sun                     | Franz Waxman                                           |               |
| David and Bathsheba                    | Alfred Newman                                          |               |
| Death of a Salesman                    | Alex North                                             |               |
| Quo Vadis                              | Miklós Rózsa                                           |               |
| A Streetcar Named Desire               | Alex North                                             |               |
| Musical                                |                                                        |               |
| An American in Paris                   | Johnny Green en Saul Chaplin                           |               |
| Alice in Wonderland                    | Oliver Wallace                                         |               |
| The Great Caruso                       | Peter Herman Adler en Johnny Green                     |               |
| On the Riviera                         | Alfred Newman                                          |               |
| Show Boat                              | Adolph Deutsch en Conrad Salinger                      |               |
| 1952 (25e)                             |                                                        |               |
| Drama of komedie                       |                                                        |               |
| High Noon                              | Dimitri Tiomkin                                        |               |
| Ivanhoe                                | Miklós Rózsa                                           |               |
| Miracle of Fatima                      | Max Steiner                                            |               |
| The Thief                              | Herschel Burke Gilbert                                 |               |
| Viva Zapata!                           | Alex North                                             |               |
| Musical                                |                                                        |               |
| With a Song in My Heart                | Alfred Newman                                          |               |
| Hans Christian Andersen                | Walter Scharf                                          |               |
| The Jazz Singer                        | Ray Heindorf en Max Steiner                            |               |
| The Medium                             | Gian-Carlo Menotti                                     |               |
| Singin' in the Rain                    | Lennie Hayton                                          |               |
| 1953 (26e)                             |                                                        |               |
| Drama of komedie                       |                                                        |               |
| Lili                                   | Bronislau Kaper                                        |               |
| Above and Beyond                       | Hugo Friedhofer                                        |               |
| From Here to Eternity                  | Morris Stoloff en George Duning                        |               |
| Julius Caesar                          | Miklós Rózsa                                           |               |
| This Is Cinerama                       | Louis Forbes                                           |               |
| Musical                                |                                                        |               |
| Call Me Madam                          | Alfred Newman                                          |               |
| The Band Wagon                         | Adolph Deutsch                                         |               |
| Calamity Jane                          | Ray Heindorf                                           |               |
| The 5,000 Fingers of Dr. T.            | Frederick Hollander en Morris Stoloff                  |               |
| Kiss Me Kate                           | André Previn en Saul Chaplin                           |               |
| 1954 (27e)                             |                                                        |               |
| Drama of komedie                       |                                                        |               |
| The High and the Mighty                | Dimitri Tiomkin                                        |               |
| The Caine Mutiny                       | Max Steiner                                            |               |
| Genevieve                              | Larry Adler                                            |               |
| On the Waterfront                      | Leonard Bernstein                                      |               |
| The Silver Chalice                     | Franz Waxman                                           |               |
| Musical                                |                                                        |               |
| Seven Brides for Seven Brothers        | Adolph Deutsch en Saul Chaplin                         |               |
| Carmen Jones                           | Herschel Burke Gilbert                                 |               |
| The Glenn Miller Story                 | Joseph Gershenson en Henry Mancini                     |               |
| A Star Is Born                         | Ray Heindorf                                           |               |
| There's No Business Like Show Business | Alfred Newman en Lionel Newman                         |               |
| 1955 (28e)                             |                                                        |               |
| Drama of komedie                       |                                                        |               |
| Love Is a Many-Splendored Thing        | Alfred Newman                                          |               |
| Battle Cry                             | Max Steiner                                            |               |
| The Man with the Golden Arm            | Elmer Bernstein                                        |               |
| Picnic                                 | George Duning                                          |               |
| The Rose Tattoo                        | Alex North                                             |               |
| Musical                                |                                                        |               |
| Oklahoma!                              | Robert Russell Bennett, Jay Blackton en Adolph Deutsch |               |
| Daddy Long Legs                        | Alfred Newman                                          |               |
| Guys and Dolls                         | Jay Blackton en Cyril J. Mockridge                     |               |
| It's Always Fair Weather               | André Previn                                           |               |
| Love Me or Leave Me                    | Percy Faith en George Stoll                            |               |
| 1956 (29e)                             |                                                        |               |
| Drama of komedie                       |                                                        |               |
| Around the World in 80 Days            | Victor Young                                           |               |
| Anastasia                              | Alfred Newman                                          |               |
| Between Heaven and Hell                | Hugo Friedhofer                                        |               |
| Giant                                  | Dimitri Tiomkin                                        |               |
| The Rainmaker                          | Alex North                                             |               |
| Musical                                |                                                        |               |
| The King and I                         | Alfred Newman en Ken Darby                             |               |
| The Best Things in Life Are Free       | Lionel Newman                                          |               |
| The Eddy Duchin Story                  | Morris Stoloff en George Duning                        |               |
| High Society                           | Johnny Green en Saul Chaplin                           |               |
| Meet Me in Las Vegas                   | George Stoll en Johnny Green                           |               |
| 1957 (30e)                             |                                                        |               |
| The Bridge on the River Kwai           | Malcolm Arnold                                         |               |
| An Affair to Remember                  | Hugo Friedhofer                                        |               |
| Boy on a Dolphin                       | Hugo Friedhofer                                        |               |
| Perri                                  | Paul Smith                                             |               |
| Raintree County                        | Johnny Green                                           |               |
| 1958 (31e)                             |                                                        |               |
| Drama of komedie                       |                                                        |               |
| The Old Man and the Sea                | Dimitri Tiomkin                                        |               |
| The Big Country                        | Jerome Moross                                          |               |
| Separate Tables                        | David Raksin                                           |               |
| White Wilderness                       | Oliver Wallace                                         |               |
| The Young Lions                        | Hugo Friedhofer                                        |               |
| Musical                                |                                                        |               |
| Gigi                                   | André Previn                                           |               |
| The Bolshoi Ballet                     | Yuri Faier en G. Rozhdestvensky                        |               |
| Damn Yankees                           | Ray Heindorf                                           |               |
| Mardi Gras                             | Lionel Newman                                          |               |
| South Pacific                          | Alfred Newman en Ken Darby                             |               |
| 1959 (32e)                             |                                                        |               |
| Drama of komedie                       |                                                        |               |
| Ben-Hur                                | Miklós Rózsa                                           |               |
| The Diary of Anne Frank                | Alfred Newman                                          |               |
| The Nun's Story                        | Franz Waxman                                           |               |
| On the Beach                           | Ernest Gold                                            |               |
| Pillow Talk                            | Frank DeVol                                            |               |
| Musical                                |                                                        |               |
| Porgy and Bess                         | André Previn en Ken Darby                              |               |
| The Five Pennies                       | Leith Stevens                                          |               |
| Li'l Abner                             | Nelson Riddle en Joseph J. Lilley                      |               |
| Say One for Me                         | Lionel Newman                                          |               |
| Sleeping Beauty                        | George Bruns                                           |               |

### 1960-1969
| Jaar                                           | Film                                                                                  | Componist(en) |
| ---------------------------------------------- | ------------------------------------------------------------------------------------- | ------------- |
| 1960 (33e)                                     |                                                                                       |               |
| Drama of komedie                               |                                                                                       |               |
| Exodus                                         | Ernest Gold                                                                           |               |
| The Alamo                                      | Dimitri Tiomkin                                                                       |               |
| Elmer Gantry                                   | André Previn                                                                          |               |
| The Magnificent Seven                          | Elmer Bernstein                                                                       |               |
| Spartacus                                      | Alex North                                                                            |               |
| Musical                                        |                                                                                       |               |
| Song Without End (The Story of Franz Liszt)    | Morris Stoloff en Harry Sukman                                                        |               |
| Bells Are Ringing                              | André Previn                                                                          |               |
| Can-Can                                        | Nelson Riddle                                                                         |               |
| Let's Make Love                                | Lionel Newman en Earle H. Hagen                                                       |               |
| Pepe                                           | Johnny Green                                                                          |               |
| 1961 (34e)                                     |                                                                                       |               |
| Drama of komedie                               |                                                                                       |               |
| Breakfast at Tiffany's                         | Henry Mancini                                                                         |               |
| El Cid                                         | Miklós Rózsa                                                                          |               |
| Fanny                                          | Morris Stoloff en Harry Sukman                                                        |               |
| The Guns of Navarone                           | Dimitri Tiomkin                                                                       |               |
| Summer and Smoke                               | Elmer Bernstein                                                                       |               |
| Musical                                        |                                                                                       |               |
| West Side Story                                | Saul Chaplin, Johnny Green, Sid Ramin en Irwin Kostal                                 |               |
| Babes in Toyland                               | George Bruns                                                                          |               |
| Flower Drum Song                               | Alfred Newman en Ken Darby                                                            |               |
| Khovanshchina                                  | Dimitri Shostakovich                                                                  |               |
| Paris Blues                                    | Duke Ellington                                                                        |               |
| 1962 (35e)                                     |                                                                                       |               |
| Muziek, substantieel origineel                 |                                                                                       |               |
| Lawrence of Arabia                             | Maurice Jarre                                                                         |               |
| Freud                                          | Jerry Goldsmith                                                                       |               |
| Mutiny on the Bounty                           | Bronislau Kaper                                                                       |               |
| Taras Bulba                                    | Franz Waxman                                                                          |               |
| To Kill a Mockingbird                          | Elmer Bernstein                                                                       |               |
| Muziek, bewerkt                                |                                                                                       |               |
| Meredith Willson's The Music Man               | Ray Heindorf                                                                          |               |
| Billy Rose's Jumbo                             | George Stoll                                                                          |               |
| Gigot                                          | Michel Magne                                                                          |               |
| Gypsy                                          | Frank Perkins                                                                         |               |
| The Wonderful World of the Brothers Grimm      | Leigh Harline                                                                         |               |
| 1963 (36e)                                     |                                                                                       |               |
| Muziek, substantieel origineel                 |                                                                                       |               |
| Tom Jones                                      | John Addison                                                                          |               |
| Cleopatra                                      | Alex North                                                                            |               |
| 55 Days at Peking                              | Dimitri Tiomkin                                                                       |               |
| How the West Was Won                           | Alfred Newman en Ken Darby                                                            |               |
| It's a Mad, Mad, Mad, Mad World                | Ernest Gold                                                                           |               |
| Muziek, bewerkt                                |                                                                                       |               |
| Irma la Douce                                  | André Previn                                                                          |               |
| Bye Bye Birdie                                 | John Green                                                                            |               |
| A New Kind of Love                             | Leith Stevens                                                                         |               |
| Sundays and Cybele                             | Maurice Jarre                                                                         |               |
| The Sword in the Stone                         | George Bruns                                                                          |               |
| 1964 (37e)                                     |                                                                                       |               |
| Muziek, substantieel origineel                 |                                                                                       |               |
| Mary Poppins                                   | Richard M. Sherman en Robert B. Sherman                                               |               |
| Becket                                         | Laurence Rosenthal                                                                    |               |
| The Fall of the Roman Empire                   | Dimitri Tiomkin                                                                       |               |
| Hush... Hush, Sweet Charlotte                  | Frank DeVol                                                                           |               |
| The Pink Panther                               | Henry Mancini                                                                         |               |
| Muziek, bewerkt                                |                                                                                       |               |
| My Fair Lady                                   | André Previn                                                                          |               |
| A Hard Day's Night                             | George Martin                                                                         |               |
| Mary Poppins                                   | Irwin Kostal                                                                          |               |
| Robin and the 7 Hoods                          | Nelson Riddle                                                                         |               |
| The Unsinkable Molly Brown                     | Robert Armbruster, Leo Arnaud, Jack Elliott, Jack Hayes, Calvin Jackson en Leo Shuken |               |
| 1965 (38e)                                     |                                                                                       |               |
| Muziek, substantieel origineel                 |                                                                                       |               |
| Doctor Zhivago                                 | Maurice Jarre                                                                         |               |
| The Agony and the Ecstasy                      | Alex North                                                                            |               |
| The Greatest Story Ever Told                   | Alfred Newman                                                                         |               |
| A Patch of Blue                                | Jerry Goldsmith                                                                       |               |
| The Umbrellas of Cherbourg                     | Michel Legrand en Jacques Demy                                                        |               |
| Muziek, bewerkt                                |                                                                                       |               |
| The Sound of Music                             | Irwin Kostal                                                                          |               |
| Cat Ballou                                     | DeVol                                                                                 |               |
| The Pleasure Seekers                           | Lionel Newman en Alexander Courage                                                    |               |
| A Thousand Clowns                              | Don Walker                                                                            |               |
| The Umbrellas of Cherbourg                     | Michel Legrand                                                                        |               |
| 1966 (39e)                                     |                                                                                       |               |
| Originele muziek                               |                                                                                       |               |
| Born Free                                      | John Barry                                                                            |               |
| The Bible                                      | Toshiro Mayuzumi                                                                      |               |
| Hawaii                                         | Elmer Bernstein                                                                       |               |
| The Sand Pebbles                               | Jerry Goldsmith                                                                       |               |
| Who's Afraid of Virginia Woolf?                | Alex North                                                                            |               |
| Muziek, bewerkt                                |                                                                                       |               |
| A Funny Thing Happened on the Way to the Forum | Ken Thorne                                                                            |               |
| The Gospel According to St. Matthew            | Luis Enrique Bacalov                                                                  |               |
| Return of the Seven                            | Elmer Bernstein                                                                       |               |
| The Singing Nun                                | Harry Sukman                                                                          |               |
| Stop the World - I Want to Get Off             | Al Ham                                                                                |               |
| 1967 (40e)                                     |                                                                                       |               |
| Originele muziek                               |                                                                                       |               |
| Thoroughly Modern Millie                       | Elmer Bernstein                                                                       |               |
| Cool Hand Luke                                 | Lalo Schifrin                                                                         |               |
| Doctor Dolittle                                | Leslie Bricusse                                                                       |               |
| Far from the Madding Crowd                     | Richard Rodney Bennett                                                                |               |
| In Cold Blood                                  | Quincy Jones                                                                          |               |
| Muziek, bewerkt                                |                                                                                       |               |
| Camelot                                        | Alfred Newman en Ken Darby                                                            |               |
| Doctor Dolittle                                | Lionel Newman en Alexander Courage                                                    |               |
| Guess Who's Coming to Dinner                   | DeVol                                                                                 |               |
| Thoroughly Modern Millie                       | André Previn en Joseph Gershenson                                                     |               |
| Valley of the Dolls                            | John Williams                                                                         |               |
| 1968 (41e)                                     |                                                                                       |               |
| Originele muziek, voor een film [geen musical] |                                                                                       |               |
| The Lion in Winter                             | John Barry                                                                            |               |
| The Fox                                        | Lalo Schifrin                                                                         |               |
| Planet of the Apes                             | Jerry Goldsmith                                                                       |               |
| The Shoes of the Fisherman                     | Alex North                                                                            |               |
| The Thomas Crown Affair                        | Michel Legrand                                                                        |               |
| Muziek voor een musical, origineel of bewerkt  |                                                                                       |               |
| Oliver!                                        | Bewerkte muziek: John Green                                                           |               |
| Finian's Rainbow                               | Bewerkte muziek: Ray Heindorf                                                         |               |
| Funny Girl                                     | Bewerkte muziek: Walter Scharf                                                        |               |
| Star!                                          | Bewerkte muziek: Lennie Hayton                                                        |               |
| The Young Girls of Rochefort                   | Originele en bewerkte muziek: Michel Legrand • Tekst: Jacques Demy                    |               |
| 1969 (42e)                                     |                                                                                       |               |
| Originele muziek, voor een film [geen musical] |                                                                                       |               |
| Butch Cassidy and the Sundance Kid             | Burt Bacharach                                                                        |               |
| Anne of the Thousand Days                      | Georges Delerue                                                                       |               |
| The Reivers                                    | John Williams                                                                         |               |
| The Secret of Santa Vittoria                   | Ernest Gold                                                                           |               |
| The Wild Bunch                                 | Jerry Fielding                                                                        |               |
| Muziek voor een musical, origineel of bewerkt  |                                                                                       |               |
| Hello, Dolly!                                  | Bewerkte muziek: Lennie Hayton en Lionel Newman                                       |               |
| Goodbye, Mr. Chips                             | Muziek en tekst: Leslie Bricusse • Bewerkte muziek: John Williams                     |               |
| Paint Your Wagon                               | Bewerkte muziek: Nelson Riddle                                                        |               |
| Sweet Charity                                  | Bewerkte muziek: Cy Coleman                                                           |               |
| They Shoot Horses, Don't They?                 | Bewerkte muziek: John Green en Albert Woodbury                                        |               |

### 1970-1979
| Jaar                                                    | Film | Componist(en) |
| ------------------------------------------------------- | --- | ------------- |
| 1970 (43e)                                              | |               |
| Originele muziek                                        | |               |
| Love Story                                              | Francis Lai |               |
| Airport                                                 | Alfred Newman |               |
| Cromwell                                                | Frank Cordell |               |
| Patton                                                  | Jerry Goldsmith |               |
| Sunflower                                               | Henry Mancini |               |
| Originele nummers                                       | |               |
| Let It Be                                               | Muziek en tekst: The Beatles                                                                                              |               |
| The Baby Maker                                          | Muziek: Fred Karlin • Tekst: Tylwyth Kymry                                                                                |               |
| A Boy Named Charlie Brown                               | Muziek: Rod McKuen en John Scott Trotter • Tekst: Rod McKuen, Bill Melendez en Al Shean • Bewerkte muziek: Vince Guaraldi |               |
| Darling Lili                                            | Muziek: Henry Mancini • Tekst: Johnny Mercer                                                                              |               |
| Scrooge                                                 | Muziek en tekst: Leslie Bricusse • Bewerkte muziek: Ian Fraser en Herbert W. Spencer                                      |               |
| 1971 (44e)                                              | |               |
| Originele dramatische muziek                            | |               |
| Summer of '42                                           | Michel Legrand |               |
| Mary, Queen of Scots                                    | John Barry |               |
| Nicholas and Alexandra                                  | Richard Rodney Bennett |               |
| Shaft                                                   | Isaac Hayes |               |
| Straw Dogs                                              | Jerry Fielding |               |
| Bewerkte muziek en originele nummers                    | |               |
| Fiddler on the Roof                                     | Bewerkte muziek: John Williams                                                                                            |               |
| Bedknobs and Broomsticks                                | Nummers: Richard M. Sherman en Robert B. Sherman • Bewerkte muziek: Irwin Kostal                                          |               |
| The Boy Friend                                          | Bewerkte muziek: Peter Maxwell Davies en Peter Greenwell                                                                  |               |
| Tchaikovsky                                             | Bewerkte muziek: Dimitri Tiomkin                                                                                          |               |
| Willy Wonka and the Chocolate Factory                   | Nummers: Leslie Bricusse en Anthony Newley • Bewerkte muziek: Walter Scharf                                               |               |
| 1972 (45e)                                              | |               |
| Originele dramatische muziek                            | |               |
| Limelight                                               | Charles Chaplin, Raymond Rasch en Larry Russell                                                                           |               |
| The Godfather                                           | Nino Rota |               |
| Images                                                  | John Williams |               |
| Napoleon and Samantha                                   | Buddy Baker |               |
| The Poseidon Adventure                                  | John Williams |               |
| Sleuth                                                  | John Addison |               |
| Bewerkte muziek en originele nummers                    | |               |
| Cabaret                                                 | Bewerkte muziek: Ralph Burns                                                                                              |               |
| Lady Sings the Blues                                    | Bewerkte muziek: Gil Askey                                                                                                |               |
| Man of La Mancha                                        | Bewerkte muziek: Laurence Rosenthal                                                                                       |               |
| 1973 (46e)                                              | |               |
| Originele dramatische muziek                            | |               |
| The Way We Were                                         | Marvin Hamlisch |               |
| Cinderella Liberty                                      | John Williams |               |
| The Day of the Dolphin                                  | Georges Delerue |               |
| Papillon                                                | Jerry Goldsmith |               |
| A Touch of Class                                        | John Cameron |               |
| Originele nummers en bewerkte muziek                    | |               |
| The Sting                                               | Bewerkte muziek: Marvin Hamlisch                                                                                          |               |
| Jesus Christ Superstar                                  | Bewerkte muziek: André Previn, Herbert Spencer en Andrew Lloyd Webber                                                     |               |
| Tom Sawyer                                              | Nummers: Richard M. Sherman en Robert B. Sherman • Bewerkte muziek: John Williams                                         |               |
| 1974 (47e)                                              | |               |
| Originele dramatische muziek                            | |               |
| The Godfather Part II                                   | Nino Rota en Carmine Coppola                                                                                              |               |
| Chinatown                                               | Jerry Goldsmith |               |
| Murder on the Orient Express                            | Richard Rodney Bennett |               |
| Shanks                                                  | Alex North |               |
| The Towering Inferno                                    | John Williams |               |
| Originele nummers en bewerkte muziek                    | |               |
| The Great Gatsby                                        | Bewerkte muziek: Nelson Riddle                                                                                            |               |
| The Little Prince                                       | Nummers: Alan Jay Lerner en Frederick Loewe • Bewerkte muziek: Angela Morley en Douglas Gamley                            |               |
| Phantom of the Paradise                                 | Nummers: Paul Williams • Bewerkte muziek: Paul Williams en George Aliceson Tipton                                         |               |
| 1975 (48e)                                              | |               |
| Originele muziek                                        | |               |
| Jaws                                                    | John Williams |               |
| Birds Do It, Bees Do It                                 | Gerald Fried |               |
| Bite the Bullet                                         | Alex North |               |
| One Flew Over the Cuckoo's Nest                         | Jack Nitzsche |               |
| The Wind and the Lion                                   | Jerry Goldsmith |               |
| Originele nummers en bewerkte muziek                    | |               |
| Barry Lyndon                                            | Bewerkte muziek: Leonard Rosenman                                                                                         |               |
| Funny Lady                                              | Bewerkte muziek: Peter Matz                                                                                               |               |
| Tommy                                                   | Bewerkte muziek: Peter Townshend                                                                                          |               |
| 1976 (49e)                                              | |               |
| Originele muziek                                        | |               |
| The Omen                                                | Jerry Goldsmith |               |
| Obsession                                               | Bernard Herrmann |               |
| The Outlaw Josey Wales                                  | Jerry Fielding |               |
| Taxi Driver                                             | Bernard Herrmann |               |
| Voyage of the Damned                                    | Lalo Schifrin |               |
| Originele nummers en hun bewerking of bewerkte muziek   | |               |
| Bound for Glory                                         | Bewerkte muziek: Leonard Rosenman                                                                                         |               |
| Bugsy Malone                                            | Nummers en bewerkte muziek: Paul Williams                                                                                 |               |
| A Star Is Born                                          | Bewerkte muziek: Roger Kellaway                                                                                           |               |
| 1977 (50e)                                              | |               |
| Originele muziek                                        | |               |
| Star Wars                                               | John Williams |               |
| Close Encounters of the Third Kind                      | John Williams |               |
| Julia                                                   | Georges Delerue |               |
| Mohammad, Messenger of God                              | Maurice Jarre |               |
| The Spy Who Loved Me                                    | Marvin Hamlisch |               |
| Originele nummers en hun bewerking of bewerkte muziek   | |               |
| A Little Night Music                                    | Bewerkte muziek: Jonathan Tunick                                                                                          |               |
| Pete's Dragon                                           | Nummers: Al Kasha en Joel Hirschhorn • Bewerkte muziek: Irwin Kostal                                                      |               |
| The Slipper and the Rose: The Story of Cinderella       | Nummers: Richard M. Sherman en Robert B. Sherman • Bewerkte muziek: Angela Morley                                         |               |
| 1978 (51e)                                              | |               |
| Originele muziek                                        | |               |
| Midnight Express                                        | Giorgio Moroder |               |
| The Boys from Brazil                                    | Jerry Goldsmith |               |
| Days of Heaven                                          | Ennio Morricone |               |
| Heaven Can Wait                                         | Dave Grusin |               |
| Superman                                                | John Williams |               |
| Bewerkte muziek                                         | |               |
| The Buddy Holly Story                                   | Joe Renzetti |               |
| Pretty Baby                                             | Jerry Wexler |               |
| The Wiz                                                 | Quincy Jones |               |
| 1979 (52e)                                              | |               |
| Originele muziek                                        | |               |
| A Little Romance                                        | Georges Delerue |               |
| The Amityville Horror                                   | Lalo Schifrin |               |
| The Champ                                               | Dave Grusin |               |
| Star Trek: The Motion Picture                           | Jerry Goldsmith |               |
| 10                                                      | Henry Mancini |               |
| Originele nummers en hun bewerking -of- bewerkte muziek | |               |
| All That Jazz                                           | Bewerkte muziek: Ralph Burns                                                                                              |               |
| Breaking Away                                           | Bewerkte muziek: Patrick Williams                                                                                         |               |
| The Muppet Movie                                        | Nummers: Paul Williams en Kenny Ascher • Bewerkte muziek: Paul Williams                                                   |               |

### 1980-1989
| Jaar                                                    | Film | Componist(en) |
| ------------------------------------------------------- | --- | ------------- |
| 1980 (53e)                                              | |               |
| Fame                                                    | Michael Gore |               |
| Altered States                                          | John Corigliano |               |
| The Elephant Man                                        | John Morris |               |
| The Empire Strikes Back                                 | John Williams |               |
| Tess                                                    | Philippe Sarde |               |
| 1981 (54e)                                              | |               |
| Chariots of Fire                                        | Vangelis |               |
| Dragonslayer                                            | Alex North |               |
| On Golden Pond                                          | Dave Grusin |               |
| Ragtime                                                 | Randy Newman |               |
| Raiders of the Lost Ark                                 | John Williams |               |
| 1982 (55e)                                              | |               |
| Originele muziek                                        | |               |
| E.T. the Extra-Terrestrial                              | John Williams |               |
| Gandhi                                                  | Ravi Shankar en George Fenton |               |
| An Officer and a Gentleman                              | Jack Nitzsche |               |
| Poltergeist                                             | Jerry Goldsmith |               |
| Sophie's Choice                                         | Marvin Hamlisch |               |
| Originele nummers en hun bewerking -of- bewerkte muziek | |               |
| Victor/Victoria                                         | Nummers: Henry Mancini en Leslie Bricusse • Bewerkte muziek: Henry Mancini |               |
| Annie                                                   | Bewerkte muziek: Ralph Burns |               |
| One from the Heart                                      | Nummers: Tom Waits |               |
| 1983 (56e)                                              | |               |
| Originele muziek                                        | |               |
| The Right Stuff                                         | Bill Conti |               |
| Cross Creek                                             | Leonard Rosenman |               |
| Return of the Jedi                                      | John Williams |               |
| Terms of Endearment                                     | Michael Gore |               |
| Under Fire                                              | Jerry Goldsmith |               |
| Originele nummers of bewerkte muziek                    | |               |
| Yentl                                                   | Nummers: Michel Legrand, Alan Bergman en Marilyn Bergman |               |
| The Sting II                                            | Bewerkte muziek: Lalo Schifrin |               |
| Trading Places                                          | Bewerkte muziek: Elmer Bernstein |               |
| 1984 (57e)                                              | |               |
| Originele muziek                                        | |               |
| A Passage to India                                      | Maurice Jarre |               |
| Indiana Jones and the Temple of Doom                    | John Williams |               |
| The Natural                                             | Randy Newman |               |
| The River                                               | John Williams |               |
| Under the Volcano                                       | Alex North |               |
| Originele nummers                                       | |               |
| Purple Rain                                             | Prince |               |
| The Muppets Take Manhattan                              | Jeff Moss |               |
| Songwriter                                              | Kris Kristofferson |               |
| 1985 (58e)                                              | |               |
| Out of Africa                                           | John Barry |               |
| Agnes of God                                            | Georges Delerue |               |
| The Color Purple                                        | Quincy Jones, Jeremy Lubbock, Rod Temperton, Caiphus Semenya, Andrae Crouch, Chris Boardman, Jorge Calandrelli, Joel Rosenbaum, Fred Steiner, Jack Hayes, Jerry Hey en Randy Kerber |               |
| Silverado                                               | Bruce Broughton |               |
| Witness                                                 | Maurice Jarre |               |
| 1986 (59e)                                              | |               |
| 'Round Midnight                                         | Herbie Hancock |               |
| Aliens                                                  | James Horner |               |
| Hoosiers                                                | Jerry Goldsmith |               |
| The Mission                                             | Ennio Morricone |               |
| Star Trek IV: The Voyage Home                           | Leonard Rosenman |               |
| 1987 (60e)                                              | |               |
| The Last Emperor                                        | Ryuichi Sakamoto, David Byrne en Cong Su |               |
| Cry Freedom                                             | George Fenton en Jonas Gwangwa |               |
| Empire of the Sun                                       | John Williams |               |
| The Untouchables                                        | Ennio Morricone |               |
| The Witches of Eastwick                                 | John Williams |               |
| 1988 (61e)                                              | |               |
| The Milagro Beanfield War                               | Dave Grusin |               |
| The Accidental Tourist                                  | John Williams |               |
| Dangerous Liaisons                                      | George Fenton |               |
| Gorillas in the Mist                                    | Maurice Jarre |               |
| Rain Man                                                | Hans Zimmer |               |
| 1989 (62e)                                              | |               |
| The Little Mermaid                                      | Alan Menken |               |
| Born on the Fourth of July                              | John Williams |               |
| The Fabulous Baker Boys                                 | David Grusin |               |
| Field of Dreams                                         | James Horner |               |
| Indiana Jones and the Last Crusade                      | John Williams |               |

### 1990-1999
| Jaar                        | Film                                                                        | Componist(en) |
| --------------------------- | --------------------------------------------------------------------------- | ------------- |
| 1990 (63e)                  |                                                                             |               |
| Dances with Wolves          | John Barry                                                                  |               |
| Avalon                      | Randy Newman                                                                |               |
| Ghost                       | Maurice Jarre                                                               |               |
| Havana                      | David Grusin                                                                |               |
| Home Alone                  | John Williams                                                               |               |
| 1991 (64e)                  |                                                                             |               |
| Beauty and the Beast        | Alan Menken                                                                 |               |
| Bugsy                       | Ennio Morricone                                                             |               |
| The Fisher King             | George Fenton                                                               |               |
| JFK                         | John Williams                                                               |               |
| The Prince of Tides         | James Newton Howard                                                         |               |
| 1992 (65e)                  |                                                                             |               |
| Aladdin                     | Alan Menken                                                                 |               |
| Basic Instinct              | Jerry Goldsmith                                                             |               |
| Chaplin                     | John Barry                                                                  |               |
| Howards End                 | Richard Robbins                                                             |               |
| A River Runs Through It     | Mark Isham                                                                  |               |
| 1993 (66e)                  |                                                                             |               |
| Schindler's List            | John Williams                                                               |               |
| The Age of Innocence        | Elmer Bernstein                                                             |               |
| The Firm                    | Dave Grusin                                                                 |               |
| The Fugitive                | James Newton Howard                                                         |               |
| The Remains of the Day      | Richard Robbins                                                             |               |
| 1994 (67e)                  |                                                                             |               |
| The Lion King               | Hans Zimmer                                                                 |               |
| Forrest Gump                | Alan Silvestri                                                              |               |
| Interview with the Vampire  | Elliot Goldenthal                                                           |               |
| Little Women                | Thomas Newman                                                               |               |
| The Shawshank Redemption    | Thomas Newman                                                               |               |
| 1995 (68e)                  |                                                                             |               |
| Drama                       |                                                                             |               |
| The Postman (Il Postino)    | Luis Enrique Bacalov                                                        |               |
| Apollo 13                   | James Horner                                                                |               |
| Braveheart                  | James Horner                                                                |               |
| Nixon                       | John Williams                                                               |               |
| Sense and Sensibility       | Patrick Doyle                                                               |               |
| Musical of komedie          |                                                                             |               |
| Pocahontas                  | Muziek: Alan Menken • Tekst: Stephen Schwartz • Orkestratie: Alan Menken    |               |
| The American President      | Marc Shaiman                                                                |               |
| Sabrina                     | John Williams                                                               |               |
| Toy Story                   | Randy Newman                                                                |               |
| Unstrung Heroes             | Thomas Newman                                                               |               |
| 1996 (69e)                  |                                                                             |               |
| Drama                       |                                                                             |               |
| The English Patient         | Gabriel Yared                                                               |               |
| Hamlet                      | Patrick Doyle                                                               |               |
| Michael Collins             | Elliot Goldenthal                                                           |               |
| Shine                       | David Hirschfelder                                                          |               |
| Sleepers                    | John Williams                                                               |               |
| Musical of komedie          |                                                                             |               |
| Emma                        | Rachel Portman                                                              |               |
| The First Wives Club        | Marc Shaiman                                                                |               |
| The Hunchback of Notre Dame | Muziek: Alan Menken • Tekst: Stephen Schwartz • Orkestratie: Alan Menken    |               |
| James and the Giant Peach   | Randy Newman                                                                |               |
| The Preacher's Wife         | Hans Zimmer                                                                 |               |
| 1997 (70e)                  |                                                                             |               |
| Drama                       |                                                                             |               |
| Titanic                     | James Horner                                                                |               |
| Amistad                     | John Williams                                                               |               |
| Good Will Hunting           | Danny Elfman                                                                |               |
| Kundun                      | Philip Glass                                                                |               |
| L.A. Confidential           | Jerry Goldsmith                                                             |               |
| Musical of komedie          |                                                                             |               |
| The Full Monty              | Anne Dudley                                                                 |               |
| Anastasia                   | Muziek: Stephen Flaherty • Tekst: Lynn Ahrens • Orkestratie: David Newman   |               |
| As Good as It Gets          | Hans Zimmer                                                                 |               |
| Men in Black                | Danny Elfman                                                                |               |
| My Best Friend's Wedding    | James Newton Howard                                                         |               |
| 1998 (71e)                  |                                                                             |               |
| Drama                       |                                                                             |               |
| Life Is Beautiful           | Nicola Piovani                                                              |               |
| Elizabeth                   | David Hirschfelder                                                          |               |
| Pleasantville               | Randy Newman                                                                |               |
| Saving Private Ryan         | John Williams                                                               |               |
| The Thin Red Line           | Hans Zimmer                                                                 |               |
| Musical of komedie          |                                                                             |               |
| Shakespeare in Love         | Stephen Warbeck                                                             |               |
| A Bug's Life                | Randy Newman                                                                |               |
| Mulan                       | Muziek: Matthew Wilder • Tekst: David Zippel • Orkestratie: Jerry Goldsmith |               |
| Patch Adams                 | Marc Shaiman                                                                |               |
| The Prince of Egypt         | Muziek en tekst: Stephen Schwartz • Orkestratie: Hans Zimmer                |               |
| 1999 (72e)                  |                                                                             |               |
| The Red Violin              | John Corigliano                                                             |               |
| American Beauty             | Thomas Newman                                                               |               |
| Angela's Ashes              | John Williams                                                               |               |
| The Cider House Rules       | Rachel Portman                                                              |               |
| The Talented Mr. Ripley     | Gabriel Yared                                                               |               |

### 2000-2009
| Jaar                                              | Film                           | Componist(en) |
| ------------------------------------------------- | ------------------------------ | ------------- |
| 2000 (73e)                                        |                                |               |
| Crouching Tiger, Hidden Dragon                    | Tan Dun                        |               |
| Chocolat                                          | Rachel Portman                 |               |
| Gladiator                                         | Hans Zimmer                    |               |
| Malèna                                            | Ennio Morricone                |               |
| The Patriot                                       | John Williams                  |               |
| 2001 (74e)                                        |                                |               |
| The Lord of the Rings: The Fellowship of the Ring | Howard Shore                   |               |
| A.I.: Artificial Intelligence                     | John Williams                  |               |
| A Beautiful Mind                                  | James Horner                   |               |
| Harry Potter and the Sorcerer's Stone             | John Williams                  |               |
| Monsters, Inc.                                    | Randy Newman                   |               |
| 2002 (75e)                                        |                                |               |
| Frida                                             | Elliot Goldenthal              |               |
| Catch Me If You Can                               | John Williams                  |               |
| Far from Heaven                                   | Elmer Bernstein                |               |
| The Hours                                         | Philip Glass                   |               |
| Road to Perdition                                 | Thomas Newman                  |               |
| 2003 (76e)                                        |                                |               |
| The Lord of the Rings: The Return of the King     | Howard Shore                   |               |
| Big Fish                                          | Danny Elfman                   |               |
| Cold Mountain                                     | Gabriel Yared                  |               |
| Finding Nemo                                      | Thomas Newman                  |               |
| House of Sand and Fog                             | James Horner                   |               |
| 2004 (77e)                                        |                                |               |
| Finding Neverland                                 | Jan A.P. Kaczmarek             |               |
| Harry Potter and the Prisoner of Azkaban          | John Williams                  |               |
| Lemony Snicket's A Series of Unfortunate Events   | Thomas Newman                  |               |
| The Passion of the Christ                         | John Debney                    |               |
| The Village                                       | James Newton Howard            |               |
| 2005 (78e)                                        |                                |               |
| Brokeback Mountain                                | Gustavo Santaolalla            |               |
| The Constant Gardener                             | Alberto Iglesias               |               |
| Memoirs of a Geisha                               | John Williams                  |               |
| Munich                                            | John Williams                  |               |
| Pride & Prejudice                                 | Dario Marianelli               |               |
| 2006 (79e)                                        |                                |               |
| Babel                                             | Gustavo Santaolalla            |               |
| The Good German                                   | Thomas Newman                  |               |
| Notes on a Scandal                                | Philip Glass                   |               |
| Pan's Labyrinth                                   | Javier Navarrete               |               |
| The Queen                                         | Alexandre Desplat              |               |
| 2007 (80e)                                        |                                |               |
| Atonement                                         | Dario Marianelli               |               |
| 3:10 to Yuma                                      | Marco Beltrami                 |               |
| The Kite Runner                                   | Alberto Iglesias               |               |
| Michael Clayton                                   | James Newton Howard            |               |
| Ratatouille                                       | Michael Giacchino              |               |
| 2008 (81e)                                        |                                |               |
| Slumdog Millionaire                               | A.R. Rahman                    |               |
| The Curious Case of Benjamin Button               | Alexandre Desplat              |               |
| Defiance                                          | James Newton Howard            |               |
| Milk                                              | Danny Elfman                   |               |
| WALL-E                                            | Thomas Newman                  |               |
| 2009 (82e)                                        |                                |               |
| Up                                                | Michael Giacchino              |               |
| Avatar                                            | James Horner                   |               |
| Fantastic Mr. Fox                                 | Alexandre Desplat              |               |
| The Hurt Locker                                   | Marco Beltrami en Buck Sanders |               |
| Sherlock Holmes                                   | Hans Zimmer                    |               |

### 2010-2019
| Jaar                                      | Film                           | Componist(en) |
| ----------------------------------------- | ------------------------------ | ------------- |
| 2010 (83e)                                |                                |               |
| The Social Network                        | Trent Reznor en Atticus Ross   |               |
| 127 Hours                                 | A.R. Rahman                    |               |
| How to Train Your Dragon                  | John Powell                    |               |
| Inception                                 | Hans Zimmer                    |               |
| The King's Speech                         | Alexandre Desplat              |               |
| 2011 (84e)                                |                                |               |
| The Artist                                | Ludovic Bource                 |               |
| The Adventures of Tintin                  | John Williams                  |               |
| Hugo                                      | Howard Shore                   |               |
| Tinker Tailor Soldier Spy                 | Alberto Iglesias               |               |
| War Horse                                 | John Williams                  |               |
| 2012 (85e)                                |                                |               |
| Life of Pi                                | Mychael Danna                  |               |
| Anna Karenina                             | Dario Marianelli               |               |
| Argo                                      | Alexandre Desplat              |               |
| Lincoln                                   | John Williams                  |               |
| Skyfall                                   | Thomas Newman                  |               |
| 2013 (86e)                                |                                |               |
| Gravity                                   | Steven Price                   |               |
| The Book Thief                            | John Williams                  |               |
| Her                                       | William Butler en Owen Pallett |               |
| Philomena                                 | Alexandre Desplat              |               |
| Saving Mr. Banks                          | Thomas Newman                  |               |
| 2014 (87e)                                |                                |               |
| The Grand Budapest Hotel                  | Alexandre Desplat              |               |
| The Imitation Game                        | Alexandre Desplat              |               |
| Interstellar                              | Hans Zimmer                    |               |
| Mr. Turner                                | Gary Yershon                   |               |
| The Theory of Everything                  | Jóhann Jóhannsson              |               |
| 2015 (88e)                                |                                |               |
| The Hateful Eight                         | Ennio Morricone                |               |
| Bridge of Spies                           | Thomas Newman                  |               |
| Carol                                     | Carter Burwell                 |               |
| Sicario                                   | Jóhann Jóhannsson              |               |
| Star Wars: The Force Awakens              | John Williams                  |               |
| 2016 (89e)                                |                                |               |
| La La Land                                | Justin Hurwitz                 |               |
| Jackie                                    | Mica Levi                      |               |
| Lion                                      | Dustin O'Halloran en Hauschka  |               |
| Moonlight                                 | Nicholas Britell               |               |
| Passengers                                | Thomas Newman                  |               |
| 2017 (90e)                                |                                |               |
| The Shape of Water                        | Alexandre Desplat              |               |
| Dunkirk                                   | Hans Zimmer                    |               |
| Phantom Thread                            | Jonny Greenwood                |               |
| Star Wars: The Last Jedi                  | John Williams                  |               |
| Three Billboards Outside Ebbing, Missouri | Carter Burwell                 |               |
| 2018 (91e)                                |                                |               |
| Black Panther                             | Ludwig Göransson               |               |
| BlacKkKlansman                            | Terence Blanchard              |               |
| If Beale Street Could Talk                | Nicholas Britell               |               |
| Isle of Dogs                              | Alexandre Desplat              |               |
| Mary Poppins Returns                      | Marc Shaiman                   |               |
| 2019 (92e)                                |                                |               |
| Joker                                     | Hildur Guðnadóttir             |               |
| 1917                                      | Thomas Newman                  |               |
| Little Women                              | Alexandre Desplat              |               |
| Marriage Story                            | Randy Newman                   |               |
| Star Wars: The Rise of Skywalker          | John Williams                  |               |

### 2020-2029
| Jaar                                  | Film                                      | Componist(en) |
| ------------------------------------- | ----------------------------------------- | ------------- |
| 2020 (93e)                            |                                           |               |
| Soul                                  | Trent Reznor, Atticus Ross en Jon Batiste |               |
| Da 5 Bloods                           | Terence Blanchard                         |               |
| Mank                                  | Trent Reznor en Atticus Ross              |               |
| Minari                                | Emile Mosseri                             |               |
| News of the World                     | James Newton Howard                       |               |
| 2021 (94e)                            |                                           |               |
| Dune                                  | Hans Zimmer                               |               |
| Don't Look Up                         | Nicholas Britell                          |               |
| Encanto                               | Germaine Franco                           |               |
| Parallel Mothers                      | Alberto Iglesias                          |               |
| The Power of the Dog                  | Jonny Greenwood                           |               |
| 2022 95e)                             |                                           |               |
| All Quiet on the Western Front        | Volker Bertelmann                         |               |
| Babylon                               | Justin Hurwitz                            |               |
| The Banshees of Inisherin             | Carter Burwell                            |               |
| Everything Everywhere All at Once     | Son Lux                                   |               |
| The Fabelmans                         | John Williams                             |               |
| 2023 (96e)                            |                                           |               |
| Oppenheimer                           | Ludwig Göransson                          |               |
| American Fiction                      | Laura Karpman                             |               |
| Indiana Jones and the Dial of Destiny | John Williams                             |               |
| Killers of the Flower Moon            | Robbie Robertson                          |               |
| Poor Things                           | Jerskin Fendrix                           |               |
| 2024 (97ste)                          |                                           |               |
| The Brutalist                         | Daniel Blumberg                           |               |
| Conclave                              | Volker Bertelmann                         |               |
| Emilia Pérez                          | Clément Ducol en Camille                  |               |
| Wicked                                | John Powell en Stephen Schwartz           |               |
| The Wild Robot                        | Kris Bowers                               |               |

## Ereprijzen
Componisten die geen Oscar voor filmmuziek, maar wel een alternatieve Academy Award voor hun muziekbijdragen aan films wonnen:
- In 1986 ontving Alex North een Academy Honorary Award.
- In 1995 ontving Quincy Jones een Jean Hersholt Humanitarian Award (een speciale Academy Award).

Componisten die zowel een Oscar voor filmmuziek als een alternatieve Academy Award wonnen:
- In 2007 ontving Ennio Morricone een Academy Honorary Award en in 2016 won hij met zijn muziek voor The Hateful Eight de Oscar voor beste originele muziek.

## Overzicht van componisten
De meeste Oscars voor filmmuziek gingen naar Alfred Newman (in totaal 9), de meeste nominaties staan op naam van John Williams (in totaal 48). De meeste nominaties zonder overwinning staan op naam van Alex North (in totaal 14), al won hij in 1986 wel een Academy Honorary Award. Componist Marvin Hamlisch is het als enige gelukt om in hetzelfde jaar twee varianten van de prijs te ontvangen, namelijk in 1974: de 'Best Dramatic Score' voor de film The Way We Were en de 'Best Adaptation Score' voor de film The Sting.
Overzicht van filmcomponisten met meerdere nominaties, gesorteerd op behaalde aantal Oscars, met tussen haakjes het totale aantal nominaties. Deze lijst is exclusief eventuele nominaties/prijzen voor beste filmsong.
- 9: Alfred Newman (43)
- 5: John Williams (48)
- 4: Johnny Green (12)
- 4: André Previn (11)
- 4: John Barry (6)
- 4: Alan Menken (5)
- 3: Max Steiner (24)
- 3: Ray Heindorf (17)
- 3: Morris Stoloff (17)
- 3: Miklós Rózsa (16)
- 3: Dimitri Tiomkin (14)
- 3: Maurice Jarre (8)
- 3: Ken Darby (6)
- 3: Roger Edens (6)
- 3: Saul Chaplin (5)
- 3: Adolph Deutsch (5)
- 2: Hans Zimmer (12)
- 2: Alexandre Desplat (11)
- 2: Franz Waxman (11)
- 2: Henry Mancini (7)
- 2: Lennie Hayton (6)
- 2: Michel Legrand (6)
- 2: Irwin Kostal (5)
- 2: Marvin Hamlisch (4)
- 2: Leonard Rosenman (4)
- 2: Ralph Burns (3)
- 2: Trent Reznor (3)
- 2: Atticus Ross (3)
- 2: Howard Shore (3)
- 2: Ludwig Göransson (2)
- 2: Gustavo Santaolalla (2)
- 1: Jerry Goldsmith (17)
- 1: Victor Young (17)
- 1: Herbert Stothart (11)
- 1: Elmer Bernstein (10)
- 1: Hugo Friedhofer (9)
- 1: Lionel Newman (9)
- 1: George Stoll (9)
- 1: James Horner (8)
- 1: Leigh Harline (7)
- 1: Charles Previn (7)
- 1: Paul J. Smith (7)
- 1: Dave Grusin (6)
- 1: Ennio Morricone (6)
- 1: Leslie Bricusse (5)
- 1: Georges Delerue (5)
- 1: Richard Hageman (5)
- 1: Bernard Herrmann (5)
- 1: Nelson Riddle (5)
- 1: Oliver Wallace (5)
- 1: Aaron Copland (4)
- 1: Leo Forbstein (4)
- 1: Richard M. Sherman (4)
- 1: Robert B. Sherman (4)
- 1: Louis Silvers (4)
- 1: Frank Churchill (3)
- 1: Ernest Gold (3)
- 1: Elliot Goldenthal (3)
- 1: Erich Wolfgang Korngold (3)
- 1: Bronislau Kaper (3)
- 1: Dario Marianelli (3)
- 1: Rachel Portman (3)
- 1: Stephen Schwartz (3)
- 1: Harry Sukman (3)
- 1: Gabriel Yared (3)
- 1: John Addison (2)
- 1: Luis Bacalov (2)
- 1: Robert Russell Bennett (2)
- 1: Volker Bertelmann (Hauschka) (2)
- 1: Jay Blackton (2)
- 1: John Corigliano (2)
- 1: Michael Giacchino (2)
- 1: Michael Gore (2)
- 1: W. Franke Harling (2)
- 1: Justin Hurwitz (2)
- 1: A.R. Rahman (2)
- 1: Heinz Roemheld (2)
- 1: Leo Shuken (2)